# Иричи
Иричи (кайт. Ирича) — село в Кайтагском районе Дагестана. Входит в состав муниципального образования Сельсовет «Ахмедкентский».

## География
Село Иричи расположено на высоте 573 метра над уровнем моря. Ближайшие населённые пункты — Маджалис, Ахмедкент, Кудагу, Санчи, Баршамай.

## Население
| 1869 | 1888 | 1895 | 1926 | 1939 | 1970 | 1989 |
| ---- | ---- | ---- | ---- | ---- | ---- | ---- |
| 33   | ↗122 | ↘121 | ↘90  | ↗114 | ↘104 | ↘26  |
| 2002 | 2010 | 2021 |      |      |      |      |
| ↘18  | ↘8   | ↘2   |      |      |      |      |